# Монтагю, Чарльз Гревилл
Чарльз Гревилл Монтагю (англ. Lord Charles Montagu; 29 мая 1741 — 3 февраля 1784) — британский администратор, член Палаты общин, последний (фактически) колониальный губернатор Провинции Южная Каролина (1766—1773), при том что вице-губернатор Уильям Булл исполнял обязанности губернатора в отсутствие Монтагю в 1768 году и в 1769—1771. Монтагю пытался ввести в действие Закон о гербовом сборе, введённый британским парламентом, из-за чего утратил популярность в колонии и почти лишился власти. Последующая его жизнь известна плохо. В 1774 году он пытался избираться в парламент, но потерпел неудачу. В годы Войны за независимость США Монтагю сформировал из военнопленных и чернокожих Полк герцога Камберлендского для службы на Ямайке.

## Ранние годы
Монтагю родился 29 мая 1741 года в семье Роберта Монтагю, 3-го герцога Манчестер, и его жены Харриет Данч, дочери Эдмунда Данча из Литтл-Уитенхэма в Беркшире. Он был вторым сыном в семье, его старшим братом был Джордж Монтагю, 4-й герцог Манчестер. В 1759 году он окончил Крайст-черч, один из колледжей Оксфордского университета. 20 сентября 1765 года он женился на Элизабет, дочери Джеймса Бэлмера из Хантингдона.

## Член парламента
5 июня 1762 года Монтагю стал депутатом Британского парламента от избирательного округа Хантингдон, заняв место, которое ранее занимал его старший брат. Когда в декабре 1762 года в парламенте обсуждались предварительные условия Парижского мирного договора с Францией, Монтагю поддержал договор. Когда же в феврале 1764 года оппозиция протестовала против так называемых «общих ордеров», Монтагю присоединился к оппозиции. В июле 1865 года правительство Гренвилла ушло в отставку и к власти пришло первое правительство Рокингема, которому Монтагю симпатизировал. За это в том же году он был назначен губернатором провинции Южная Каролина.

### Статьи
- Robert Scott Davis, Jr. Lord Montagu's Mission to South Carolina in 1781: American POWs for the King's Service in Jamaica (англ.) // The South Carolina Historical Magazine. — South Carolina Historical Society, 1983. — Vol. 84, iss. 2. — P. 89—109.